# Aixette
L'Aixette est une rivière française coulant dans le département de la Haute-Vienne, en région Nouvelle-Aquitaine. C'est un affluent de la Vienne en rive gauche, donc un sous-affluent de la Loire.

## Géographie
De 27,1 kilomètres de longueur, l'Aixette naît sur le territoire de la commune de Bussière-Galant en Haute-Vienne. La première partie de son parcours se déroule en direction du nord-est. Puis elle s'oriente directement vers le nord tout en effectuant de nombreux méandres. Elle finit par se jeter dans la Vienne au niveau d'Aixe-sur-Vienne.

### Communes et cantons traversés
L'Aixette baigne les sept communes suivantes, de l'amont vers l'aval, de Bussière-Galant (source), Rilhac-Lastours, Nexon, Meilhac, Lavignac, Saint-Martin-le-Vieux et Aixe-sur-Vienne (confluence).
Soit en termes de cantons, l'Aixette prend source dans le canton de Châlus et conflue dans le canton d'Aixe-sur-Vienne, le tout dans l'arrondissement de Limoges.

### Toponymes
L'Aixette a donné son hydronyme à la commune d'Aixe-sur-Vienne.

### Bassin versant
L'Aixette traverse les deux zones hydrographiques suivantes de « la Vienne de l'Aurence (NC) à l'Aixelle (C) » et « la Vienne de l'Aixelle (NC) au rau de Leignat ».
Les cours d'eau voisins sont au nord la Vienne, au nord-est la Briance, à l'est le Boulou, au sud-est l'Isle, au sud le ruisseau Noir, au sud-ouest la Dronne et à l'ouest la Gorre et au nord-ouest le Grand Rieux.

## Affluents
L'Aixette a seize affluents contributeurs dont les principaux sont :
- l'Arthonnet (rg[note 1]) 19 km sur quatre communes avec seize affluents et de rang de Strahler trois.
- la Vanette (rd) 10 km sur quatre communes avec huit affluents et de rang de strahler trois mais s'appelle la Vanelle pour Géoportail
- le Bosmarèche (rg) 7 km sur quatre communes avec trois affluents et de rang de Strahler deux.
- l'Alma (rd), 7 km sur les deux communes de Beynac (source) et Aixe-sur-Vienne (confluence), sans affluent
- le ruisseau de la Forge (rg), 4 km sur les deux communes de Flavignac (source) et Lavignac (confluence) avec un affluent :
  - le Brouillet (rg) 2 km sur les deux communes de Flavignac (source) et Lavignac (confluence)
- ? (rd), 3 km sur les deux communes de Saint-Hilaire-les-Places (sourceà et Nexon (confluence) avec un affluent :
- ? (rd), 1,13 km sur la seule commune de Saint-Hilaire-les-Places
- ruisseau de la Judie (rd) sur Saint-Martin-le-Vieux (confluence) et Burgnac (source).
- ruisseau l'Allemand
- ruisseau du Breuil

### Rang de Strahler
Donc son rang de Strahler est de quatre par l'Arthonnet.

## Hydrologie
L'Aixette est une rivière assez abondante, comme la plupart des cours d'eau de la Haute-Vienne et du Limousin en général. 

### l'Aixette à Aixe-sur-Vienne
Son débit a été observé sur une période de 33 ans (1968-2000), à Aixe-sur-Vienne, localité du département de la Haute-Vienne située au niveau de son confluent avec la Vienne et à 220 m d'altitude. Le bassin versant de la rivière est de 152 km2.
Le module de la rivière à Aixe-sur-Vienne est de 1,68 m3/s.
L'Aixette présente des fluctuations saisonnières de débit assez marquées, avec des hautes eaux d'hiver-printemps portant le débit mensuel moyen à un niveau situé entre 2,28 et 3,53 m3/s, de décembre à avril inclus (avec un maximum très net en janvier et surtout février), et des basses eaux d'été, de juillet à septembre inclus, avec une baisse du débit moyen mensuel jusqu'à 0,25 m3/s au mois d'août.

### Étiage ou basses eaux
À l'étiage, le VCN3 peut chuter jusque 0,041 m3/s, en cas de période quinquennale sèche, soit 41 litres par seconde, ce qui peut être considéré comme sévère.

### Crues
Les crues peuvent être assez importantes, caractéristique partagée par la plupart des affluents de la Vienne. Ainsi les QIX 2 et QIX 5 valent respectivement 38 et 56 m3/s. Le QIX 10  est de 68 m3/s, le QIX 20 de 79 m3/s, et le QIX 50 de 93 m3/s. Ces valeurs représentent plus des deux tiers des débits de crue calculés pour l'Eure à Louviers, alors que le bassin versant de cette dernière est près de quarante fois plus étendu et son débit moyen plus de quinze fois plus élevé.
Le débit instantané maximal enregistré à Aixe-sur-Vienne durant la période d'observation, a été de 82,2 m3/s le 16 juin 1988, tandis que la valeur journalière maximale était de 43,7 m3/s le 20 mars 1974. En comparant la première de ces valeurs à l'échelle des QIX de la rivière, on constate que cette crue était d'ordre vicennal, et donc destinée à se reproduire assez fréquemment. La hauteur maximale instantanée a été de 295 cm ou 2,95 m le 16 juin 1988

### Lame d'eau et débit spécifique
L'Aixette est une rivière bien fournie et abondante. La lame d'eau écoulée dans son bassin versant est de 351 millimètres annuellement, ce qui est supérieur à la moyenne d'ensemble de la France tous bassins confondus, et aussi à la moyenne de la Loire (244 millimètres par an), et de la Vienne (319 millimètres par an). Le débit spécifique (ou Qsp) de la rivière affiche un chiffre assez robuste de 11,1 litres par seconde et par kilomètre carré de bassin.

## Aménagements et écologie
Sur son cours on voit les lieux-dits la station d'épuration, le Moulin de Jalade, le moulin du Dognon, le moulin de Lachenaud, le moulin de Puytren, le Pontcharaud, le moulin de la Judie, la station d'épuration, le Pont Péry et la station d'épuration, le moulin Japaud, le Moulin David, le moulin Moreau.